# 托马塔尔
托马塔尔是奥地利萨尔茨堡州隆高县的一个市镇。总面积75.6平方公里，总人口347人，人口密度4.6人/平方公里（2005年）。